# Axis porcinus
Il cervo porcino (Axis porcinus Zimmermann, 1780) è una piccola specie di cervo diffusa dal Pakistan e in Bengala attraverso l'India settentrionale, al Sud-est asiatico continentale.
Deve il nome al modo in cui si muove attraverso la foresta, simile a quello di un maiale: invece che superare gli ostacoli con dei balzi, come fa la maggior parte dei cervi, abbassa la testa e passa sotto all'ostacolo. Appena si sente minacciato corre subito a nascondersi tra il fitto degli alberi. Mentre corre tiene sollevata la coda, mostrando la parte inferiore bianca.

## Tassonomia
Attualmente ne vengono riconosciute due sottospecie:
- A. p. porcinus Zimmermann, 1780 (pianure indo-gangetiche di Pakistan e India settentrionale, Nepal, Bangladesh e Yunnan sud-occidentale);
- A. p. annamiticus Heude, 1888 (Thailandia e Indocina).

È da ricordare che esistono altre due specie di cervo porcino, strettamente imparentate con questa: il cervo di Bawean (A. kuhlii), dell'isola indonesiana di Bawean, e il cervo delle Calamian (A. calamianensis), originario dell'arcipelago filippino delle Calamian, entrambi diffuse sia in foreste decidue tropicali umide che secche. Diversamente da quelli della ben più nota specie occidentale, i piccoli di entrambe queste specie non presentano un mantello maculato alla nascita. Tuttavia, anche i piccoli delle popolazioni orientali di cervo porcino (quelle appartenenti ad A. p. annamiticus) non hanno il mantello macchiato. Le due popolazioni insulari di cervo porcino sono probabilmente i resti di una popolazione ben più estesa che un tempo era in collegamento con le popolazioni del Sud-est asiatico continentale e che abitava vaste aree dello Scudo della Sonda quando il livello dei mari era notevolmente più basso di oggi.

## Descrizione
Un maschio adulto di cervo porcino misura circa 70 cm di altezza al garrese e pesa attorno ai 50 kg, mentre la femmina è molto più piccola: misura, infatti, solo 61 cm di altezza e pesa intorno ai 30 kg. Ha una costituzione tozza, con corpo allungato e zampe relativamente corte; la linea del dorso si inarca sempre più dalle spalle al posteriore. Le orecchie sono arrotondate; gli esemplari più vecchi tendono ad avere la faccia e il collo di colore più chiaro.
Il mantello del cervo porcino è piuttosto fitto e generalmente presenta, in inverno, un colore marrone scuro uniforme, a eccezione della regione ventrale del corpo e delle zampe, di colore più chiaro. Verso la fine della primavera, il pelame assume la tipica colorazione estiva marrone rossastra, con toni diversi da un individuo all'altro. Molti cervi porcini presentano una striscia dorsale scura che si estende dalla testa, attraverso il collo, fino a tutta la lunghezza della colonna vertebrale. Sul manto estivo spicca una fila uniforme di macchie chiare su ambo i lati della striscia dorsale, dalle spalle al posteriore. La coda, piuttosto corta, è marrone, ma ha la punta bianca. Anche il suo lato inferiore è bianco, e il cervo, quando è in allarme, la tiene sollevata per indicare ai conspecifici la presenza di una minaccia.
Il cervo porcino è munito di ghiandole preorbitali sulla faccia, proprio sotto agli occhi, e ghiandole metatarsali poste piuttosto in alto sul lato esterno delle zampe posteriori. Le ghiandole podali sono situate nella fessura degli zoccoli delle zampe posteriori.
Nei maschi adulti i palchi presentano generalmente tre punte, con il ramo principale che termina biforcandosi in due punte rivolte una all'interno, l'altra all'esterno. Tuttavia, non sono rari palchi con più punte. La caratteristica principale di questi palchi è l'angolo acuto formato dalla punta occipitale e dal ramo principale; inoltre, è da ricordare che la punta interna tende a essere più breve e che l'altra punta, quella rivolta all'esterno, è il proseguimento del ramo principale.

## Distribuzione e habitat
In passato l'areale del cervo porcino si estendeva dal Pakistan, attraverso tutta l'India settentrionale e nord-orientale, comprese le colline ai piedi dell'Himalaya, fino all'Asia sud-orientale continentale e, marginalmente, alla Cina meridionale (propaggini meridionali dello Yunnan), ma attualmente si è ristretto a piccole località isolate della sua antica estensione. Quasi certamente la specie è scomparsa dall'est del Myanmar. Sicuramente è scomparsa dalla Thailandia (dove però è stata reintrodotta) e quasi certamente da Vietnam e Laos. Recentemente piccole popolazioni sono state scoperte in Bangladesh, in una piccola regione della Cambogia e, forse, della Cina; riguardo a quest'ultimo sito, le notizie non sono chiare, ma si ritiene che ospiti solo poche dozzine di individui. Con tutta sicurezza, il cervo porcino sopravvive in alcune aree del Myanmar, nell'India settentrionale e nord-orientale, in Nepal, Bhutan e Pakistan. La specie è stata introdotta in Sri Lanka, Australia (nelle regioni costiere del Gippsland meridionale e orientale) e Stati Uniti (in Texas, Florida e Hawaii).

## Biologia
Il cervo porcino è una creatura gregaria solamente quando sono presenti condizioni favorevoli, ma anche in questa occorrenza non forma un vero e proprio «branco» unito, ma solo un piccolo raggruppamento di esemplari che si spostano disordinatamente in varie direzioni. Quando è allarmato, emette una sorta di fischio o una specie di latrato. I territori variano considerevolmente per dimensioni, ma in media si estendono per 700 m². I maschi sono aggressivi, e nelle regioni dove la densità di popolazione è bassa possono divenire territoriali, marcando i confini della propria area con secrezioni ghiandolari. Durante la stagione degli amori, i maschi si raggruppano in terreni aperti, calpestando il terreno con gli zoccoli nel corso di manifestazioni aggressive. Non vengono creati veri harem, ma i maschi si limitano a corteggiare e difendere un'unica femmina per volta. Diversamente da molte altre specie di cervo, durante la stagione degli amori quello porcino non bramisce. La densità di popolazione varia da 0,1 esemplari per km² nelle valli fluviali a più di 19 esemplari per km² nelle distese erbose inondate.
Tra i predatori del cervo porcino ricordiamo tigri del Bengala, leopardi, coccodrilli marini, cuon e, talvolta, pitoni birmani.